# Vladimer Modosijani
Vladimer Modosijani (gruzínsky ვლადიმერ მოდოსიანი) nebo (rusky Владимир Модосян (Vladimir Modosjan)), (* 16. června 1958 v Gori, Sovětský svaz) je bývalý sovětský a gruzínský zápasník volnostylař arménského původu. Volnému stylu se věnoval od 13 let v rodném Gori pod vedením Nugzara Schireliho. Koncem sedmdesátých let si ho do sibiřského Krasnojarsku stáhnul trenér Demetre Mindyjašvili. V roce 1981 poprvé uspěl na sovětském mistrovství s v roce 1982 se prosadil v sovětské reprezentaci ve střední váze. V roce 1984 přišel kvůli bojkotu o možnost startu na olympijských hrách v Los Angeles a za čtyři roky v roce 1988 se do sovětské nominace na olympijské hry v Soulu nevešel na úkor Alexandra Tambovceva. Na olympijských hrách nikdy nestartoval. Jeho největším úspěchem je zisk titulu mistra světa z maďarské Budapešti v roce 1986. Sportovní kariéru ukončil v roce 1990. Žije v Krasnojarsku, kde se věnuje trenérské práci.